# Shaquill Griffin
Shaquill Griffin (geboren am 20. Juli 1995 in Saint Petersburg, Florida) ist ein US-amerikanischer American-Football-Spieler auf der Position des Cornerbacks. Er spielte College Football für die University of Central Florida und stand zuletzt bei den Minnesota Vikings in der National Football League (NFL) unter Vertrag. Von 2017 bis 2020 spielte Griffin für die Seattle Seahawks, anschließend von 2021 bis 2022 für die Jacksonville Jaguars und 2023 für die Houston Texans und Carolina Panthers. 2025 kehrte er zu den Seattle Seahawks zurück.

## College
Shaquill Griffin wurde am 20. Juli in Saint Petersburg, Florida, weniger als zwei Minuten vor seinem Zwillingsbruder Shaquem geboren. Zusammen mit seinem Bruder besuchte er die Lakewood High School in Saint Petersburg.
Von 2013 bis 2016 spielte Griffin Football am College. Er besuchte die University of Central Florida und spielte dort für die UCF Knights in der NCAA Division I FBS. Sein Bruder Shaquem spielte dort ebenfalls, er wurde als Linebacker eingesetzt. Dabei war Shaquill vor allem in seiner letzten College-Saison erfolgreich, als ihm vier Interceptions gelangen. Nachdem sein Bruder in seiner ersten Saison am College ein Redshirtjahr genommen hatte, beendete Shaquill das College ein Jahr eher, sodass die beiden 2017 erstmals voneinander getrennt spielten.

## NFL
Griffin wurde im NFL Draft 2017 in der dritten Runde an 90. Stelle von den Seattle Seahawks ausgewählt. In seiner Rookiesaison entwickelte er sich direkt zum Stammspieler. Er konnte sechzehn Pässe verteidigen.
Vor der Saison 2018 wählten die Seahawks seinen Bruder Shaquem in der 5. Runde des NFL Draft 2018 aus, sodass die beiden erneut im selben Team spielten. Nach einer eher schwachen zweiten Saison, in der Griffin den Abgang von Richard Sherman kompensieren musste, steigerte er seine Leistung im Jahr darauf. Dabei nahm er etwa acht Kilo im Vergleich zur Vorsaison ab. In der Saison 2019 konnte Griffin 13 gegnerische Pässe verteidigen und ließ eine Passquote von 57,1 % zu, wenn in seine Richtung geworfen wurde. Als Ersatzspieler wurde er für den Pro Bowl 2020 nachnominiert.

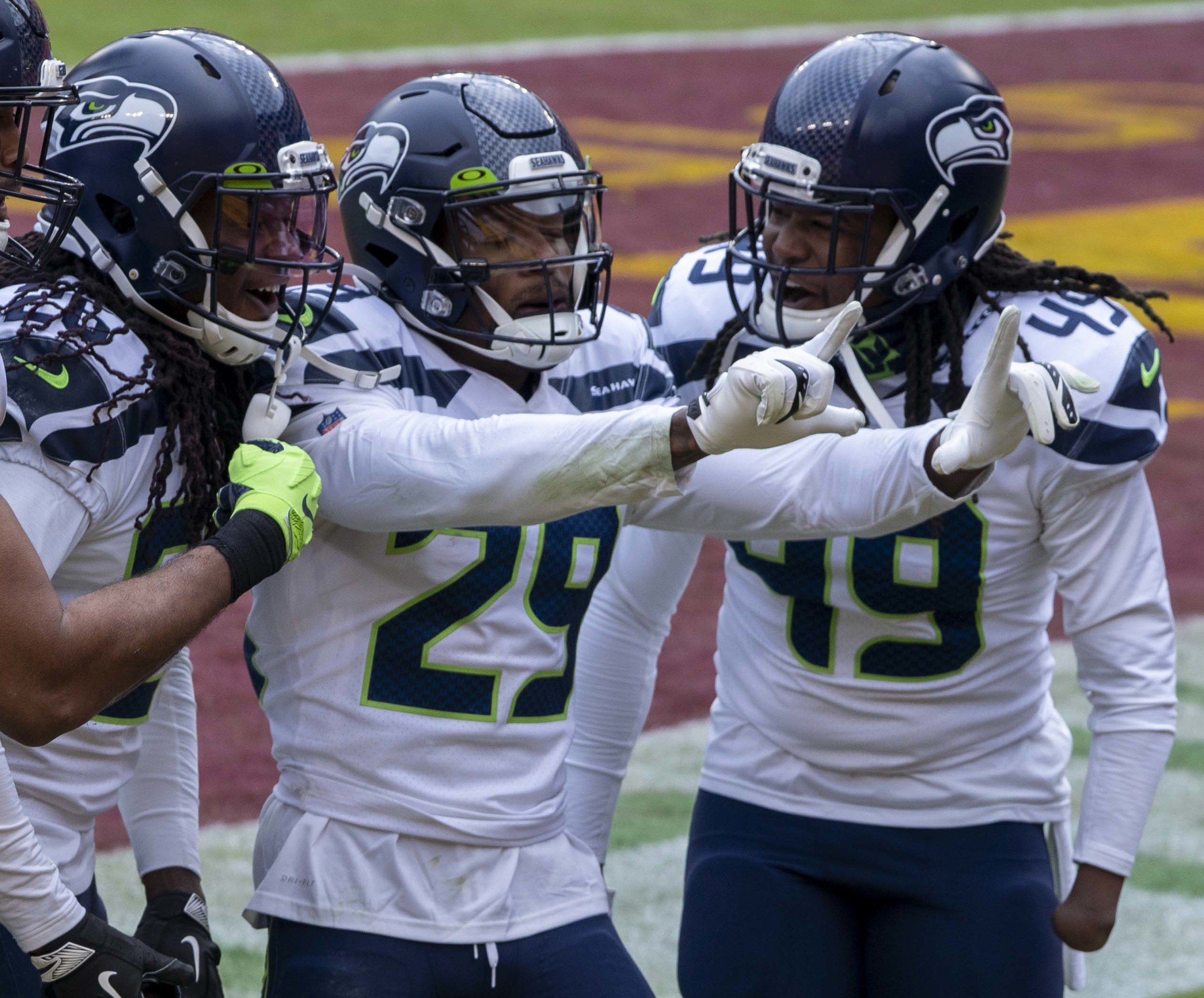
Shaquill Griffin (links) und sein Zwillingsbruder Shaquem (rechts)

Im letzten Jahr seines Rookie-Vertrages konnte Griffin drei Interceptions fangen.
Im März 2021 unterschrieb Griffin einen Dreijahresvertrag über 44,5 Millionen Dollar bei den Jacksonville Jaguars. Ein Jahr vor Vertragsende, im März 2023, wurde er allerdings von den Jaguars entlassen.
Am 18. Mai 2023 nahmen die Houston Texans Griffin unter Vertrag. Er kam in zehn Spielen zum Einsatz, davon sechsmal als Starter, und verzeichnete 33 Tackles, vier verhinderte Pässe und eine Interception, bevor er am 29. November 2023 entlassen wurde. Tags darauf nahmen die Carolina Panthers Griffin über die Waiver-Liste unter Vertrag. Er kam in drei Spielen zum Einsatz, davon einmal als Starter.
Am 19. März 2024 unterschrieb er einen Einjahresvertrag bei den Minnesota Vikings. Bei den Vikings wurde er in allen 17 Regular-Season-Spielen eingesetzt, davon dreimal als Starter. Neben 41 Tackles und sechs abgewehrten Pässen gelangen ihm zwei Interceptions.
Am 2. Juli 2025 unterzeichnete er einen Vertrag bei den Seattle Seahawks und kehrte damit an seine alte Wirkungsstätte zurück, an der seine NFL-Karriere 2017 ihren Anfang genommen hatte.

### NFL-Statistiken
| Saison                             | Saison | Spiele | Spiele      | Tackles | Tackles | Tackles | Tackles | Interceptions | Interceptions | Interceptions | Interceptions | Interceptions | Fumbles | Fumbles | Fumbles |
| Jahr                               | Team   | Spiele | als Starter | Gesamt  | Solo    | Ast     | Sacks   | PD            | INT           | Yds           | Lng           | TD            | FF      | FR      | TD      |
| ---------------------------------- | ------ | ------ | ----------- | ------- | ------- | ------- | ------- | ------------- | ------------- | ------------- | ------------- | ------------- | ------- | ------- | ------- |
| 2017                               | SEA    | 15     | 11          | 59      | 50      | 9       | 1,0     | 15            | 1             | 0             | 0             | 0             | 0       | 0       | 0       |
| 2018                               | SEA    | 16     | 16          | 62      | 55      | 7       | 0,0     | 8             | 2             | 8             | 8             | 0             | 0       | 0       | 0       |
| 2019                               | SEA    | 14     | 14          | 65      | 45      | 20      | 1,0     | 13            | 0             | 0             | 0             | 0             | 0       | 0       | 0       |
| 2020                               | SEA    | 12     | 12          | 63      | 53      | 10      | 0,0     | 12            | 3             | 20            | 16            | 0             | 0       | 0       | 0       |
| 2021                               | JAX    | 14     | 14          | 49      | 36      | 13      | 0,0     | 7             | 0             | 0             | 0             | 0             | 1       | 0       | 0       |
| 2022                               | JAX    | 5      | 5           | 29      | 23      | 6       | 0,0     | 4             | 0             | 0             | 0             | 0             | 0       | 0       | 0       |
| 2023                               | HOU    | 10     | 6           | 33      | 24      | 9       | 0,0     | 4             | 1             | 0             | 0             | 0             | 0       | 0       | 0       |
| 2023                               | CAR    | 3      | 1           | 6       | 5       | 1       | 0,0     | 1             | 0             | 0             | 0             | 0             | 0       | 0       | 0       |
| 2024                               | MIN    | 17     | 3           | 41      | 33      | 8       | 0,0     | 6             | 2             | 28            | 28            | 0             | 1       | 0       | 0       |
| Gesamt                             | Gesamt | 106    | 82          | 407     | 324     | 83      | 1,0     | 70            | 9             | 56            | 28            | 0             | 1       | 0       | 0       |
| Quelle: pro-football-reference.com |        |        |             |         |         |         |         |               |               |               |               |               |         |         |         |